# Wentorf bei Hamburg
Wentorf bei Hamburg – gmina w Niemczech w kraju związkowym Szlezwik-Holsztyn, w powiecie Herzogtum Lauenburg.
Miejscowość położona jest ok. 20 km na wschód od centrum Hamburga.
W latach 1945 do 1952 w miejscowości znajdował się obóz przesiedleńczy dla ludności z Europy Środkowo-Wschodniej z terenu Niemiec.

## Ludzie
- gen. Carl von Tiedemann (1878–1979) – niemiecki dowódca wojskowy
- Carina Witthöft (*1995) – niemiecka tenisistka
- płk Stanisław Wrzaliński (1882–1950) – polski dowódca wojskowy, prezydent Gniezna.